# Danilo Wyss
Danilo Wyss (Pompaples, 26 agosto 1985) è un ciclista su strada svizzero, professionista dal 2008, ha vinto il titolo nazionale in linea nel 2015.

## Palmarès
- 2007 (Atlas-Romer's Hausbäckerei, una vittoria)

3ª tappa Tre Giorni di Vaucluse (Cavaillon > Pertuis)
- 2009 (BMC Racing Team, una vittoria)

1ª tappa Tour de Beauce (Lac Etchemin > Lac Etchemin)
- 2015 (BMC Racing Team, una vittoria)

Campionati svizzeri, Prova in linea

### Altri successi
- 2012 (BMC Racing Team)

1ª tappa Giro del Trentino (Riva del Garda > Arco, cronosquadre)
Criterium di Montreux

## Piazzamenti

### Grandi Giri
- Giro d'Italia

2010: 97º
2011: 126º
2012: 82º
2013: 84º
2014: 84º
2019: 83º
2020: 84º
- Tour de France

2015: 63º
2017: 81º
- Vuelta a España

2013: 72º
2014: 36º
2016: 44º

### Classiche monumento
- Milano-Sanremo

2010: 146º
2011: 65º
2014: ritirato
2015: 74º
2016: 71º
- Giro delle Fiandre

2010: ritirato
2011: 60º
- Parigi-Roubaix

2009: ritirato
2010: ritirato
2012: ritirato
2013: ritirato
2014: 76º
- Liegi-Bastogne-Liegi

2010: ritirato
- Giro di Lombardia

2019: 91º
2020: ritirato

### Competizioni mondiali
- Campionati del mondo

Hamilton 2003 - In linea Juniores: 18º
Madrid 2005 - In linea Under-23: ritirato
Salisburgo 2006 - In linea Under-23: 10º
Stoccarda 2007 - In linea Under-23: 5º
Varese 2008 - In linea Elite: ritirato
Melbourne 2010 - In linea Elite: ritirato
Toscana 2013 - In linea Elite: 53º
Ponferrada 2014 - In linea: 69º
Yorkshire 2019 - In linea Elite: ritirato

### Competizioni europee
- Campionati europei

Plumelec 2016 - In linea Elite: 12º